# Liste von Bergen oder Erhebungen auf den Seychellen
Dies ist eine Liste von Bergen oder Erhebungen auf den Seychellen:
| Bild | Name                    | Höhe  | Gebirge  | Region                       | Lage                    | Bemerkung        |
| ---- | ----------------------- | ----- | -------- | ---------------------------- | ----------------------- | ---------------- |
| 1    | Morne Seychellois       | 905 m | Mahé     | Port Glaud, Seychellen       | !495.3550005555.4390005 | höchste Erhebung |
| 0 BW | Congo Rouge             | 750 m | Mahé     | Port Glaud, Seychellen       | !495.3560515555.4330235 |                  |
| 1    | Trois Frères            | 699 m | Mahé     | Port Glaud, Seychellen       | !495.3655305555.4385105 |                  |
| 0 BW | Mount Harrison          | 688 m | Mahé     | Cascade, Seychellen          | !495.3177505555.4797805 |                  |
| 0 BW | Morne Blanc             | 675 m | Mahé     | Port Glaud, Seychellen       | !495.3427485555.4339675 |                  |
| 0 BW | Montagne Jasmin         | 643 m | Mahé     | Bel Ombre, Seychellen        | !495.3661035555.4037555 |                  |
| 0 BW | New Savy                | 587 m | Mahé     | Cascade, Seychellen          | !495.3292745555.4800165 |                  |
| 0 BW | Mount Simpson           | 568 m | Mahé     | Port Glaud, Seychellen       | !495.3666705555.4166705 |                  |
| 0 BW | Mont Sébert (Les Dents) | 555 m | Mahé     | Seychellen                   | !495.3152705555.5048605 |                  |
| 0 BW | Montagne Brulée         | 555 m | Mahé     | Anse Louis, Seychellen       | !495.2812745555.5060765 |                  |
| 0 BW | Montagne Glacis         | 458 m | Mahé     | Glacis, Seychellen           | !495.4238515555.4445685 |                  |
| 0 BW | Takamaka                | 319 m | Praslin  | Praslin, Seychellen          | !495.6599645555.7418705 |                  |
| 0 BW | Zimbabwe                | 250 m | Praslin  | Baie Sainte Anne, Seychellen | !495.6923745555.7072515 |                  |
| 0 BW | Curieuse                | 172 m | Curieuse | Baie Sainte Anne, Seychellen | !495.7174525555.7214995 |                  |